# Incidentes de viaje en Centroamérica, Chiapas y Yucatán
Incidentes de viaje en Centroamérica, Chiapas y Yucatán es un libro de viaje de John Lloyd Stephens e ilustrada por Frederick Catherwood que narra sus travesías por los actuales países de México, Guatemala y Belice, hechas en 1839 y publicadas en 1843. Es una obra valiosa porque colaboró en el registro de los restos materiales de las civilizaciones mesoamericanas.

## Historia
John Lloyd Stephens, abogado, investigador y explorador residente en New York, publicó en 1838 sus Incidentes de viaje en Egipto, Petra y Arabia, así como en 1839 los Incidentes de viaje en Grecia, Turquía, Rusia y Polonia, animado por el enorme éxito que causó su primera obra. En ellos se acompañó de un dibujante inglés que conoció en un viaje previo, Frederick Catherwood. Lloyd estaba influenciado por el espíritu positivista y decimonónico de hallar restos de civilizaciones antiguas.
Entre los propósitos además de la publicación en sí misma del libro y generar regalías, estaba la de acompañar dicha venta con la exposición de los objetos expoliados de los sitios arqueológicos en museos particulares y generar más fondos para futuras expediciones. En todo su recorrido extrajeron piezas de alto valor arqueológico en sitios como Uxmal, Labná y Kabáh. Parte de estos artefactos se perdieron en un incendio de una de estas muestras en New York, incidente que no mencionó Lloyd en la obra.